# الجربة (المقاطرة)

تعديل مصدري - تعديل

الجربة هي إحدى قرى عزلة الصوالحة بمديرية المقاطرة التابعة لمحافظة لحج، بلغ تعداد سكانها 417 نسمة حسب تعداد اليمن لعام 2004.